# Wilaya de Khenchela
La wilaya de Khenchela (/kɛn.ʃe.la/ ), (en arabe : ولاية خنشلة, en berbère : Tamaẓlayt n Xencelt) est une wilaya algérienne située à l'Est du pays dans les Aurès.

## Géographie

### Localisation
La wilaya de Khenchela est située à l’Est du pays, au sud-est de Constantine. Elle est délimitée :
- au nord, par la wilaya d'Oum El Bouaghi;
- au sud, par la wilaya d'El Oued;
- à l'ouest, par les wilayas de Batna et de Biskra;
- à l'est, par la wilaya de Tébessa.

|                                   | Wilaya de Oum-El-Bouaghi |                   |
| Wilaya de Batna, Wilaya de Biskra | wilaya de Khenchela      | Wilaya de Tébessa |
|                                   | Wilaya d'El Oued         |                   |

### Relief
Sa structure physique est très hétérogène. Elle se caractérise par trois régions naturelles distinctes :
- Les Hautes plaines au Nord; couvrent 15 % du territoire. C’est une région de plaines à fortes potentialités hydriques qui offrent de grandes possibilités pour le développement agricole.
- La Zone montagneuse, occupe les parties centrale et ouest de la wilaya avec 36 % du territoire (les massifs des Aurès et les monts des Nememchas).
- Les parcours steppiques et sahariens : qui couvrent la moitié sud de la wilaya avec 49 % de la superficie totale (région à vocation pastorale).

### Climat
La région se caractérise par trois climats :
- climat très rude en hiver, modéré en été dans les régions montagneuses centrales.
- climat modéré en hiver, chaud et sec en été dans les steppes sahraouies du sud.
- climat très froid en hiver, sec en été dans les hautes steppes au nord.

## Histoire

Organisation territoriale de la wilaya de Khenchela.

La région est habitée depuis le Paléolithique, attesté par la présence de silex taillés. L'occupation romaine a eu pour effet une christianisation de la région. Dihya (connue sous le nom de Kahina ou Kahena pour les Arabes), reine de la confédération berbère des Aurès, rendit à la région une prospérité de courte durée. La conquête arabe la contraignit à pratiquer la politique de la terre brûlée.

## Population
La wilaya compte une population de 386 683 habitants selon le recensement de 2008. La population active est évaluée à 40 % de la population totale. Elle est répartie : 41 % dans l'agriculture, 10 % dans l'industrie, 11 % dans les travaux de bâtiment, 38 % dans les services.
| Hommes | Classe d’âge | Femmes |
| ------ | ------------ | ------ |
| 0,46   | 80 ans et +  | 0,41   |
| 1,23   | 70 à 79 ans  | 1,14   |
| 1,73   | 60 à 69 ans  | 1,72   |
| 3,56   | 50 à 59 ans  | 3,43   |
| 5,06   | 40 à 49 ans  | 5,20   |
| 6,79   | 30 à 39 ans  | 7,02   |
| 10,73  | 20 à 29 ans  | 10,56  |
| 11,05  | 10 à 19 ans  | 10,61  |
| 9,93   | 0 à 9 ans    | 9,34   |
| 0,02   | nd           | 0,02   |

## Ressources hydriques

### Oueds
La wilaya est arrosée par des dizaines de cours d'eau.

### Barrages
Plusieurs barrages hydroélectriques sont édifies dans la wilaya :
- Barrage de Babar[6].
- Barrage de Taghrist[7].
- Barrage de Melagou[8].
- Barrage de Lazrag[9].
- Barrage de Bouhmama[10].
- Barrage de Ouldja[11].

Ces barrages font partie des 65 barrages opérationnels en Algérie alors que 30 autres sont en cours de réalisation en 2015.

## Santé
La région est dotée de plusieurs hôpitaux:  
- Hôpital Ali Boushaba;
- Nouveau Hôpital;
- Hôpital de Chechar;
- Hôpital de Kaïs;
- Hôpital Mohamed Boudiaf de Ouled Rechache.

## Économie

### Agriculture
La superficie consacrée à l’agriculture ou couverte de forêts, représente 89 % du territoire de la wilaya. L’agriculture est la principale activité économique de la wilaya. L’arboriculture est prédominante dans les zones des Hauts-plateaux et des plaines.

### Industrie
La wilaya compte une usine d'armement léger qui dépend du Ministère de la Défense algérien: l'Entreprise de constructions mécaniques de Khenchela (ECMK).

### Tourisme
Plusieurs sites touristiques et historiques emmaillent la région  :
- les sites naturels (forêts, oasis, gorges);
- les ruines romaines et autres vestiges historiques (175 sites sont recensées et éparpillés à travers les communes de la wilaya);
- les sources thermales (Hammam Essalihine, Hammame K'nif), quatre autres sources thermales ne sont pas exploitées[4].

### Transport
Le réseau routier est long de 1 888 km, il relie la wilaya avec les wilayas voisines de : Batna, Oum El Bouaghi, Tebessa et Biskra.

## Administration et territoire

### Walis
Le poste de wali de la wilaya de Khenchela a été occupé par plusieurs personnalités politiques nationales depuis sa création le 4 février 1984 par la loi no 84-09 qui réorganise le territoire algérien en portant le nombre de wilayas de trente et une à quarante-huit.
| N° | Wali                    | Début             | Fin               |
| -- | ----------------------- | ----------------- | ----------------- |
| 1  | Mohamed Tahar Mameri    | 4 avril 1984      | 26 juillet 1989   |
| 2  | Lahbib Habchi           | 26 juillet 1989   | 21 août 1991      |
| 3  | Allel Birady            | 21 août 1991      | 30 juin 1994      |
| 4  | Mohamed Lakhdar Gouhmaz | 30 juin 1994      | 13 août 2000      |
| 5  | Mohamed Mounib Sendid   |                   | 4 août 2001       |
| 6  | Abdelkader Bouazghi     | 4 août 2001       | 11 août 2005      |
| 7  | Mabrouk Baliouze        | 11 août 2005      | 30 septembre 2010 |
| 8  | Djelloul Boukarabila    | 30 septembre 2010 | 22 juillet 2015   |
| 9  | Hammou Bekkouche        | 22 juillet 2015   | 13 juillet 2017   |
| 10 | Kamel Nouicer           | 13 juillet 2017   | 25 janvier 2020   |
| 11 | Ali Bouzidi             | 25 janvier 2020   | 19 mai 2022       |
| 12 | Youcef Mahiout          | 30 mai 2022       | 5 novembre 2024   |
| 13 | Salim Harizi            | 5 novembre 2024   | en cours          |

### Daïras
La wilaya compte 8 daïras :

### Communes
La wilaya de Khenchela compte 21 communes :

## Galerie

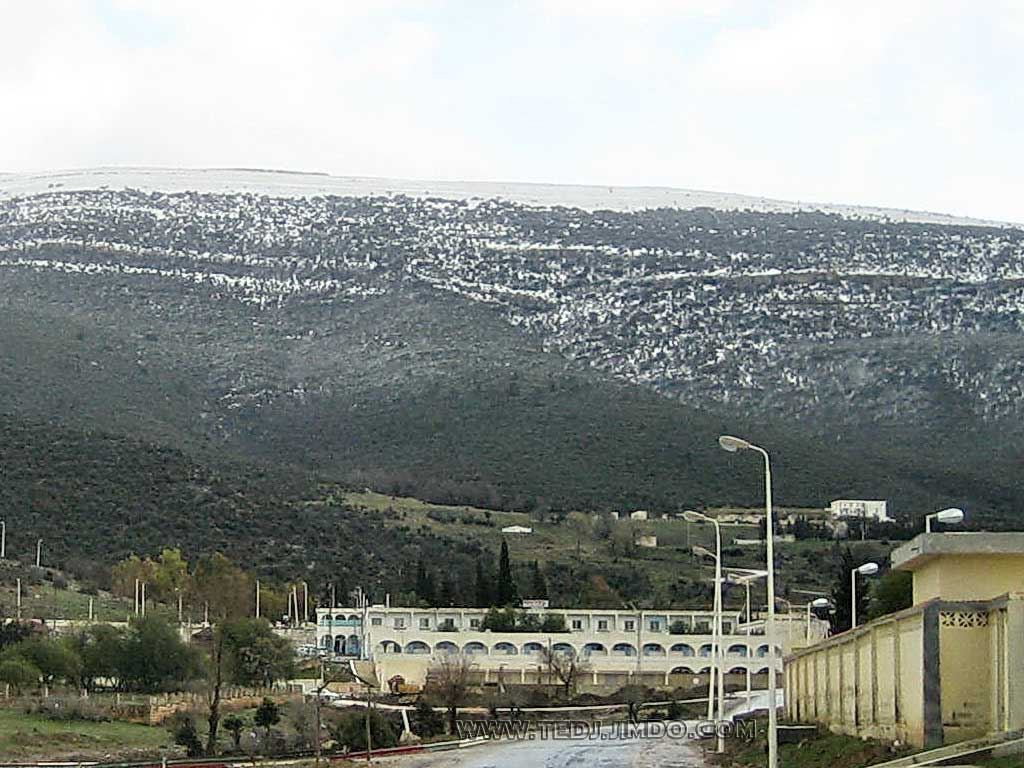
Le mont Bosredon vue de Hammam Essalihine.
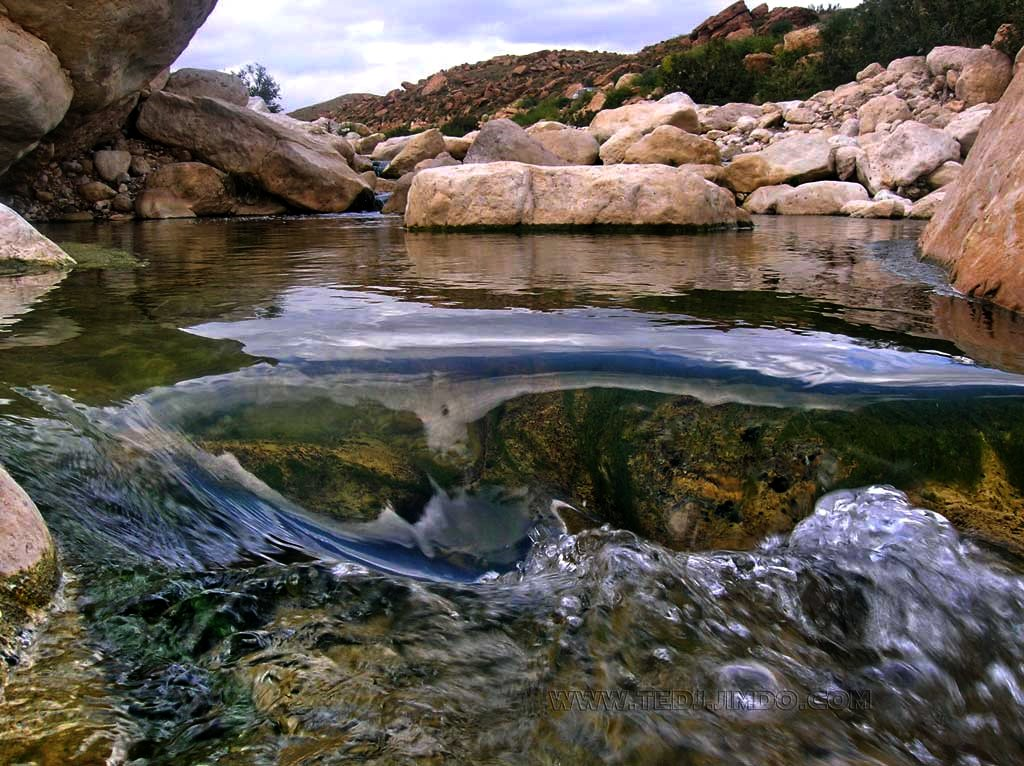
Paysage de Oued El Amra.
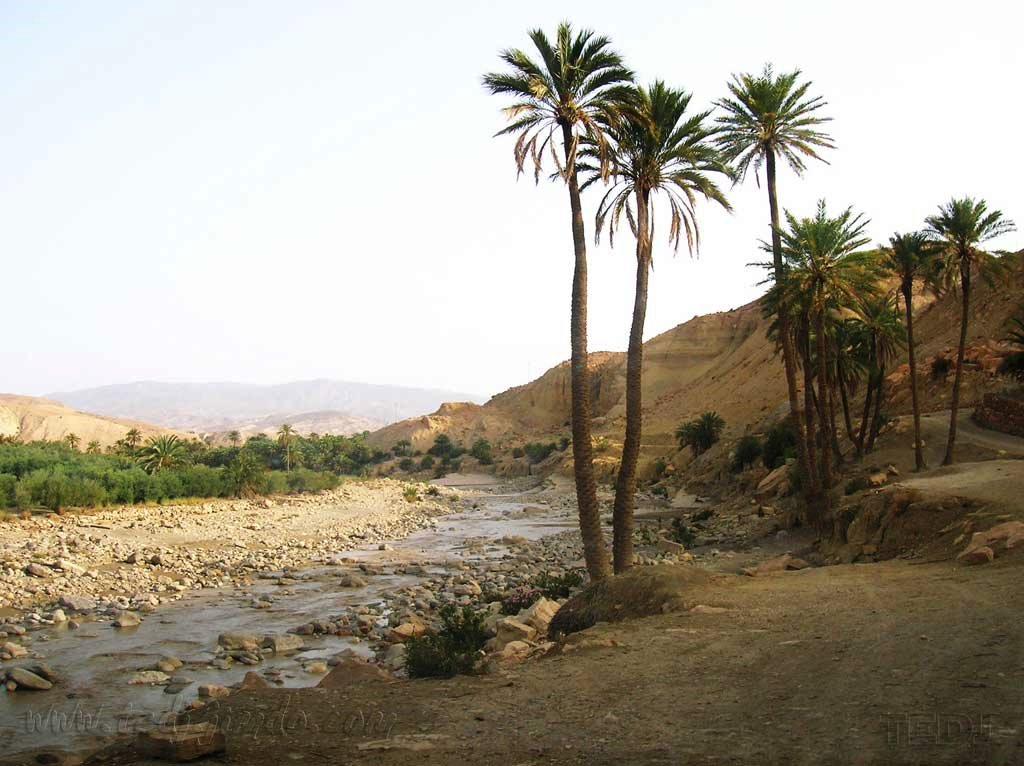
Oasis El Oualdja au sud de Khenchela, dans les Aurès.
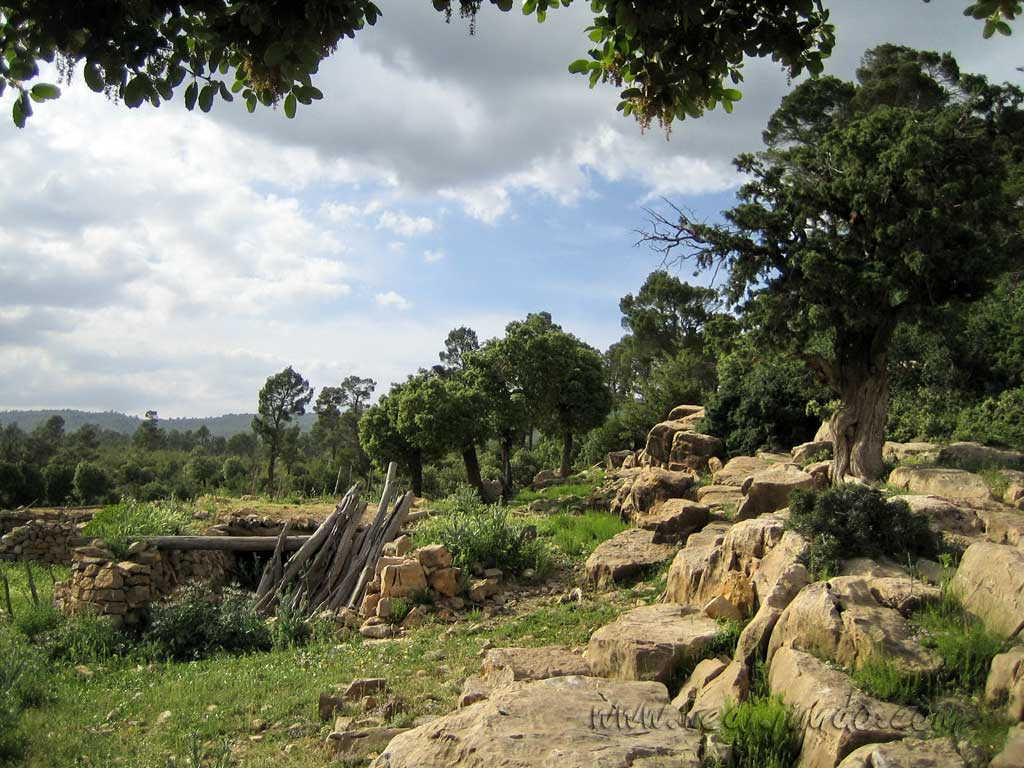
El Msara.
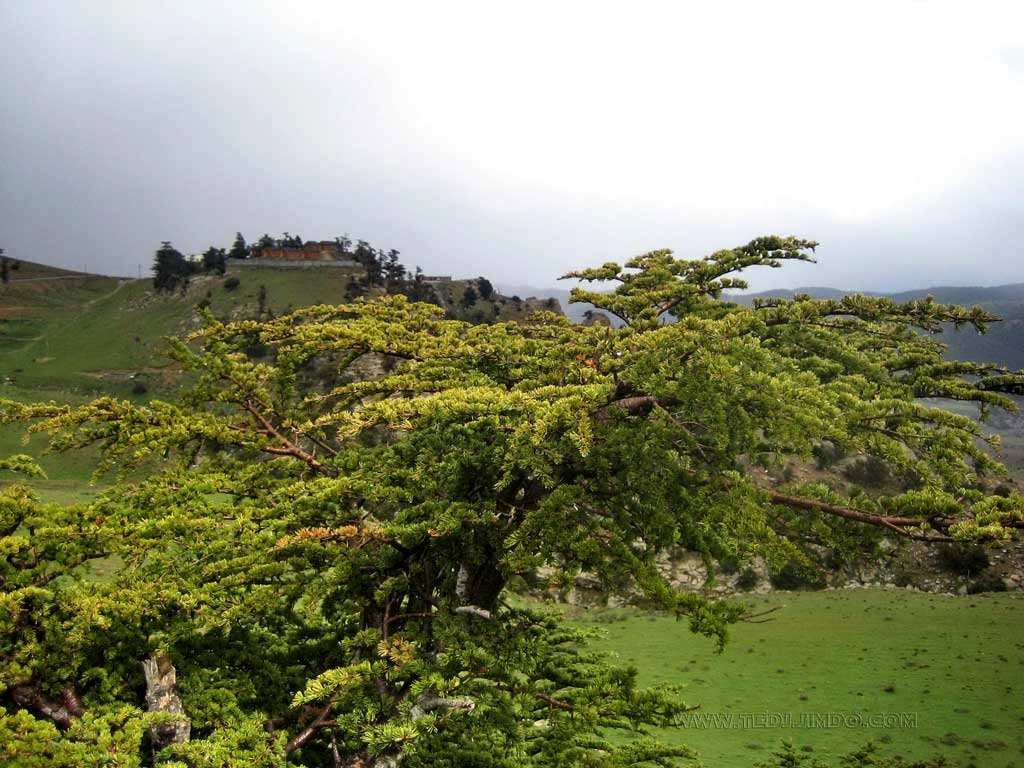
La forteresse des Chelia.
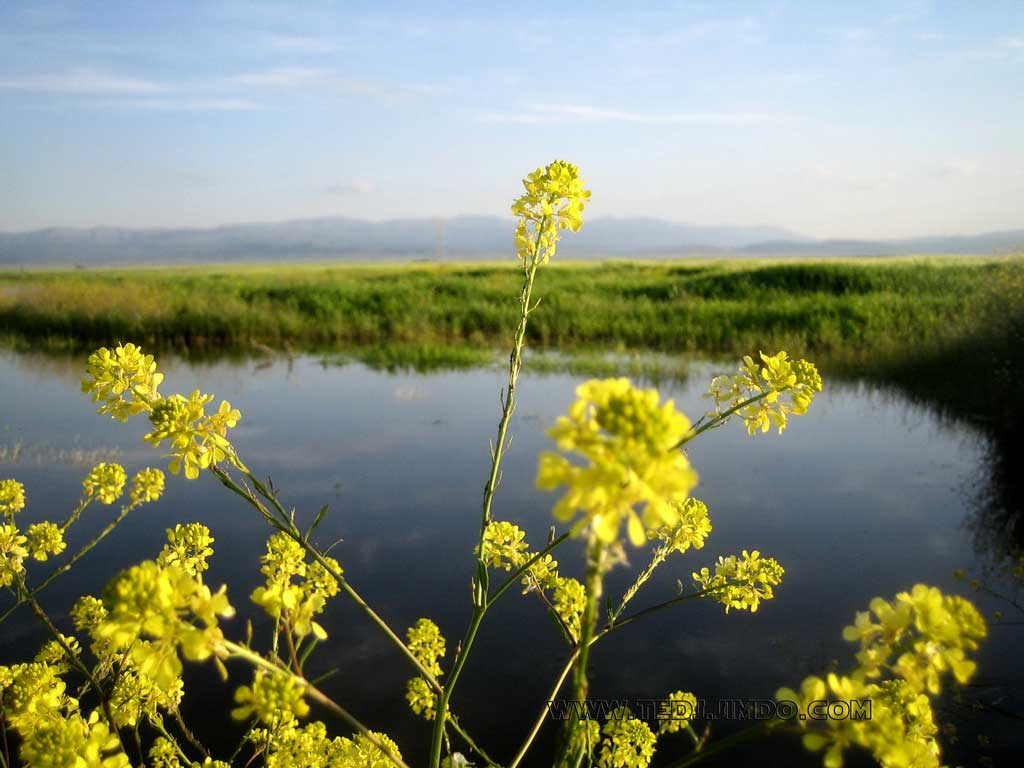
Les Champs de Rmila et Kais.
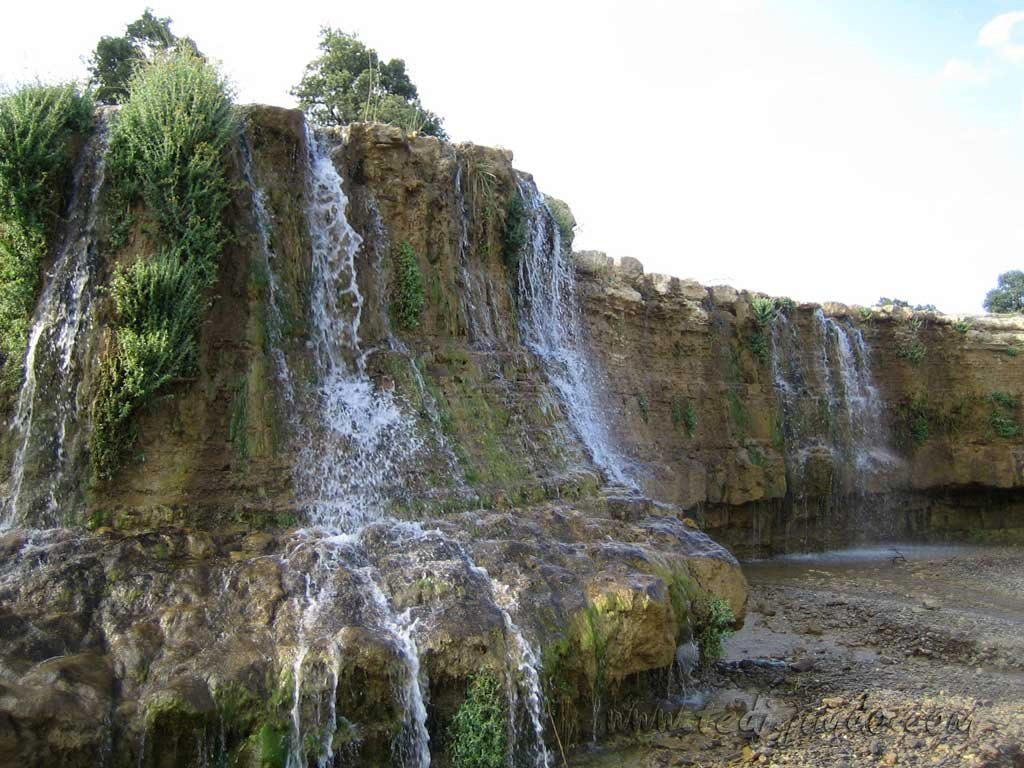
Oued Azza et Msara.
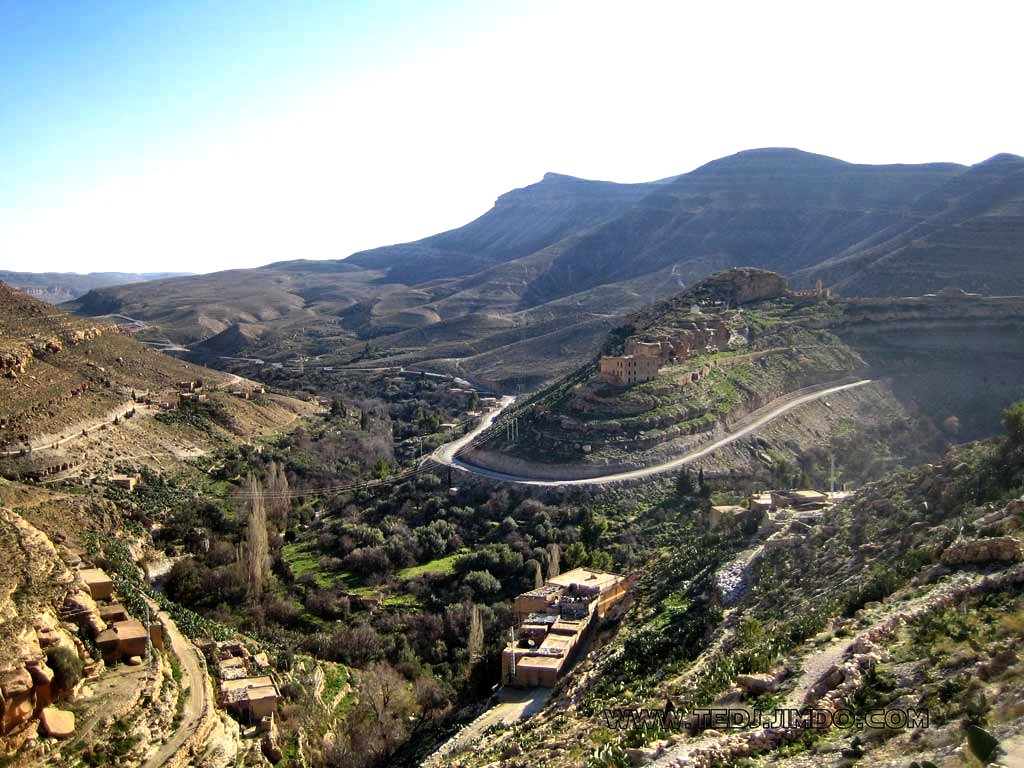
Le Horseshoe de Taberdga, Chechar.
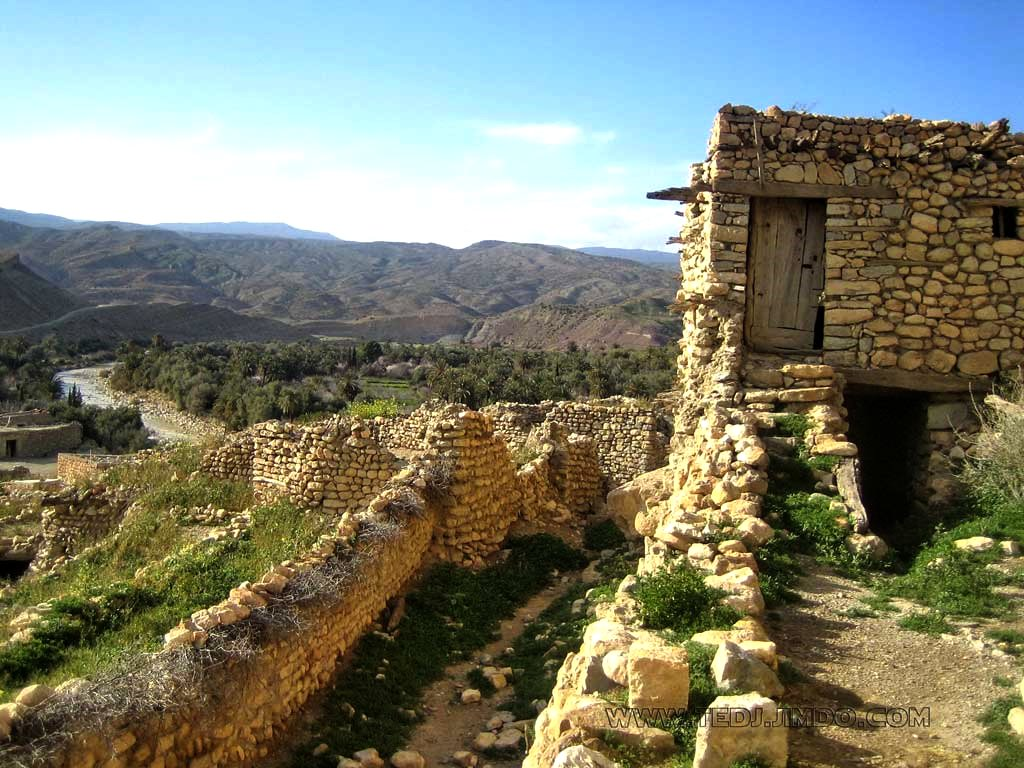
Vue de Khirenne sur l'Aures.